# Sibeliusparken

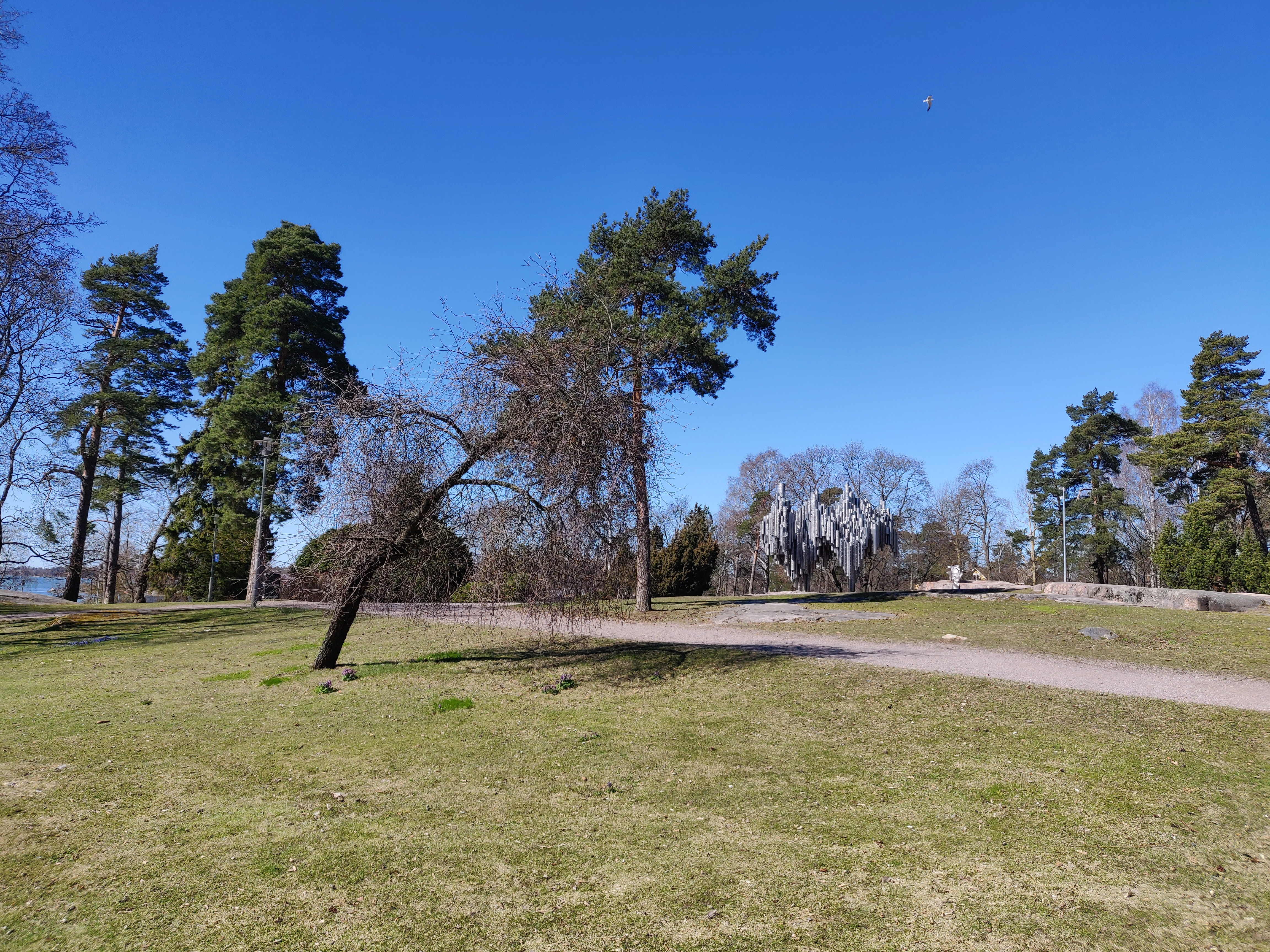
Sibeliusparken i Helsingfors

Sibeliusparken (finska: Sibeliuksen puisto) är ett parkområde som ligger i stadsdelen Bortre Tölö i Helsingfors. Parken är uppkallad efter en av Finlands mest berömda och uppskattade kompositörer, Jean Sibelius (1865–1957). I parken ligger ett av Helsingfors populäraste turistmål, Sibeliusmonumentet. 

## Historik
Sibeliusparken utgörs av det område där villorna Bråvalla, Kinnekulle och Miramar ursprungligen låg. Parken har tidigare kallats såväl Hummelvikens naturpark som Kinnekulleparken.
I detaljplanen år 1906 hade området anvisats som bostadsområde, men i 1916 års detaljplan ändrades det till rekreationsområde. Efter en ändring i detaljplanen år 1929 löper Mechelingatan genom parken.
Arbetet med att utforma parken inleddes 1937. År 1945 fick parken namnet Sibeliusparken för att hedra kompositören på 80-årsdagen. Trädgårdsmästarna Emil Aranko och Bengt Schalin ansvarade för arbetet med parken och lät anlägga planteringar samt en damm och en fontän. I motsats till många andra parker var det tillåtet för besökare att gå på gräsmattorna.